# (3364) Zdenka
(3364) Zdenka – planetoida z grupy pasa głównego asteroid okrążająca Słońce w ciągu 3 lat i 96 dni w średniej odległości 2,2 j.a. Została odkryta 5 kwietnia 1984 roku w Obserwatorium Kleť w pobliżu Czeskich Budziejowic przez Antonína Mrkosa. Nazwa planetoidy pochodzi od Zdeňki Vávrovej, czeskiej astronom. Przed nadaniem nazwy planetoida nosiła oznaczenie tymczasowe (3364) 1984 GF.